# シュレーゲルアオガエル
シュレーゲルアオガエル（学名：Zhangixalus schlegelii）は、両生綱無尾目アオガエル科に分類されるカエル。

## 分布
日本の固有種で、本州（下北半島の低山地以南）・四国・九州とその周囲の島（五島列島など）に分布するが、対馬にはいない。

## 分類
学名は「シュレーゲル氏のアオガエル」という意味で、名前はオランダのライデン王立自然史博物館館長だったヘルマン・シュレーゲルに由来する。
タイプ産地は「Japan」だが、それ以上の詳細は不明。タイプ標本はイギリスの大英博物館に保管されている。
同じく日本に分布するモリアオガエルの姉妹種と考えられている。
以前はRhacophorus属（広義のアオガエル属）に分類されていたが、2019年に新設されたZhangixalus属（狭義のアオガエル属）に分割された。一方でZhangixalus属をRhacophorus属の亜属とみなす説もある。

## 形態
体長はオスが32-43mm、メスが43-53mmほどで、メスの方が大きい。オスは咽頭下に単一の鳴嚢をもち、これを膨らませて鳴く。
体色は腹側は白く背中側は緑色をしているが、保護色で褐色を帯びることもある。虹彩は黄色。指の間には水かきが発達する。
外見はモリアオガエルの無斑型に似ているが、やや小型で、虹彩が黄色いことで区別できる。また、ニホンアマガエルにも似ているが、より大型になること、鼻筋から目、耳にかけて褐色の線がないこと、褐色になってもまだら模様が出ないことなどで区別できる。
ひとつの卵の大きさは2.5mmほどで、幼生（オタマジャクシ）は成長すると全長49mmまでになり、尾は細くやや長い。変態したばかりの時期の体長は15-16mm程度である。

## 生態
水田や森林等に生息し、繁殖期には水田や湖沼に集まる。繁殖期はおもに4月から5月にかけてだが、地域によっては2月から8月までばらつきがある。食性は肉食性で昆虫類、節足動物等を食べる。
繁殖期になるとオスは水辺の岸辺で鳴く。鳴き声はニホンアマガエルよりも小さくて高く、「コロロ・コロロ…」と聞こえる。地中の小さな穴の中で鳴く場合が多く、声の元を凝視しても姿は確認できない。1匹のメスに複数のオスが集まり抱接する。畦などの水辺の岸辺に、クリーム色の泡で包まれた3cm-10cmほどの卵塊を産卵する。泡の中には200個-300個ほどの卵が含まれるが、土中に産卵することも多くあまり目立たない。孵化したオタマジャクシは雨で泡が溶けるとともに水中へ流れ落ち、水中生活を始める。
なお、地域によってはタヌキがこの卵塊を襲うことが知られる。夜間に畦にあるこの種の卵塊の入った穴を掘り返し、中にある卵塊を食うという。翌朝に見ると、水田の縁に泡と少数の卵が残されて浮いているのが見かけられる。

## 保全状態評価
日本の以下の都道府県で、レッドリストの指定を受けている。
- 準絶滅危惧 - 栃木県、千葉県、兵庫県

一部地域では開発に伴う生息地や獲物の減少により生息数は減少していると考えられている。
しかし、日本全体では分布も広く、個体数も少なくはないため、環境省のレッドリストには指定されていない。国際自然保護連合（IUCN）でもレッドリストにて軽度懸念（LC）と評価しており、個体数は安定傾向にあるとしている。